# Annaliza
Az Annaliza női név az Anna és a Liza nevek összevonásából keletkezett.

## Rokon nevek
Anna, Liza

## Gyakorisága
Az újszülötteknek adott nevek körében az 1990-es években szórványos volt. A 2000-es és a 2010-es években sem szerepelt a 100 leggyakrabban adott női név között.
A teljes népességre vonatkozóan az Annaliza sem a 2000-es, sem a 2010-es években nem szerepelt a 100 leggyakrabban viselt női név között.

## Névnapok
június 9.

## Híres Annalizák
- Anneliese van der Pol holland színésznő, énekesnő